# Omicron Aurigae
Omicron Aurigae (27 Aurigae) é uma estrela na direção da constelação de Auriga. Possui uma ascensão reta de 05h 45m 54.05s e uma declinação de +49° 49′ 34.6″. Sua magnitude aparente é igual a 5.46. Considerando sua distância de 482 anos-luz em relação à Terra, sua magnitude absoluta é igual a −0.39. Pertence à classe espectral A0p....